# Trentepohlia hendersoni
Trentepohlia hendersoni är en tvåvingeart som beskrevs av Edwards 1928. Trentepohlia hendersoni ingår i släktet Trentepohlia och familjen småharkrankar. Inga underarter finns listade i Catalogue of Life.